# Faune canarien
Hipparchia wyssii
Espèce
Statut de conservation UICN

 LC  : Préoccupation mineure
Le Faune canarien (Hipparchia wyssii) est un lépidoptère appartenant à la famille des Nymphalidae, à la sous-famille des Satyrinae et au genre Hipparchia.

## Dénomination
Il a été nommé Hipparchia  wyssii par Johann Ludwig Christ en 1889.

### Noms vernaculaires
Le Faune canarien se nomme Canary Grayling en anglais.

### Sous-espèces
- Hipparchia wyssii wyssii présent à Ténériffe.
- Hipparchia wyssii bacchus Higgins, 1967 présent à Hierro.
- Hipparchia wyssii gomera  Higgins, 1967 présent à Gomera.
- Hipparchia wyssii tilosi Manil, 1984 présent à Los Tolos.
- Hipparchia wyssii tamadabae présent à Pinar de Tamadaba[2].

## Description
Le Faune canarien est de couleur marron terne et il est bordé d'une frange entrecoupée. Il porte une ligne submarginale de très discrets ocelles aux antérieures.
Le revers est marbré d'ocre et de blanc avec deux ocelles noirs cerclés d'ocre aux antérieures.

## Biologie

### Période de vol et hivernation
Le Faune canarien vole en une génération entre juin et septembre suivant la sous-espèce et l'altitude.

## Écologie et distribution
Le Faune canarien est présent uniquement dans les iles Canaries,.

### Biotope
Il réside dans les vallées plantées de bois de pins.